# Estación de Humanes de Mohernando
Humanes de Mohernando es una estación de ferrocarril en el municipio español de Humanes, en la provincia de Guadalajara. Las instalaciones, que cumplen funciones logísticas, cuentan con servicios de Media Distancia de Renfe. En 2021 fue utilizada por 786 usuarios.

## Situación ferroviaria
La estación se encuentra en el punto kilométrico 78,8 de la línea férrea de ancho ibérico que une Madrid con Barcelona a 733,7 metros de altitud, entre las estaciones de Maluque y de San Antonio de Cerezo. El tramo es de vía doble y está electrificado. 

## Historia
La estación fue inaugurada el 5 de octubre de 1860 con la apertura del tramo Guadalajara - Jadraque de la línea férrea Madrid-Zaragoza por parte de la Compañía de los Ferrocarriles de Madrid a Zaragoza y Alicante o MZA. En 1941, la nacionalización del ferrocarril en España supuso la integración de la compañía en la recién creada RENFE. El 17 de noviembre de 1928 se duplicó la vía en el tramo entre las estaciones de Yunquera de Henares y Humanes de Moherdano y el 15 de mayo de 1979 se completó en vía doble la electrificación en el tramo entre Guadalajara y Baides, tramos al que pertenece la estación. El 15 de mayo de 1979 entró en servicio la subestación eléctrica.
Desde el 31 de diciembre de 2004 Renfe Operadora explota la línea mientras que Adif es la titular de las instalaciones ferroviarias.

## La estación
El edificio de la estación, probablemente diseñado por Ramón Ugarte hacia 1850, es de estilo modernista y está catalogado por Adif como bien inmueble protegido. En su diseño no dista mucho del seguido por otras estaciones de este mismo tramo como Yunquera o Espinosa. Está formada por una estructura de planta baja con cubierta en raso y disposición lateral a la vía. Su fachada principal posee siete huecos repartidos entre tres arcos que sirven de acceso al recinto y cuatro ventanas también en forma de arco. Aún conserva parte de su señalización de origen realizada con cerámica blanca y azul. 
Cuenta con dos andenes, uno lateral y otro central y siete vías numeradas. La vía 1 accede al andén lateral y al central mientras que la vía 2 lo hace únicamente al central, quedando la vía 4 (derivada) sin acceso a andén. Las vías 3, 5 y 7 se sitúan en uno de los laterales del edificio y son derivaciones de la línea principal usadas como vías muertas. Otras dos vías más carecen de numeración.

## Servicios ferroviarios

### Media Distancia
Los servicios de Media Distancia de Renfe operados con trenes Regionales y Regionales Exprés tienen como principales destinos Madrid, Lérida, Zaragoza, Sigüenza y Barcelona. 
| Línea MD | Trenes          | Origen/Destino   |  | Destino/Origen                |
| -------- | --------------- | ---------------- |  | ----------------------------- |
|          | Regional Exprés | Madrid-Chamartín |  | Barcelona-Estación de Francia |
|          | Regional        | Madrid-Chamartín |  | Lérida Sigüenza               |